# Bacalao al pil-pil
Il bacalao al pil-pil ("baccalà al pil-pil") è un piatto tipico spagnolo a base di pesce. È originario delle province basche, in particolare della Biscaglia, ed è spesso accompagnato da una salsa bianca. La cottura tradizionale è in pentole di terracotta. Componenti principali del piatto sono, oltre al baccalà, olio di oliva, aglio e peperoncino.

## Preparazione
Far imbiondire l'aglio nell'olio di oliva a fuoco medio e quando è dorato aggiungere i peperoncini. Togliere poi il tutto dalla terrina, quando l'olio ha acquisito l'aroma dell'aglio e dei peperoncini. Si pongono quindi a cottura nella terrina i tranci di baccalà, che si fa cuocere a fuoco lento per un quarto d'ora, in questo modo la gelatina del baccalà si libera. Aggiungere poi a poco a poco l'olio usato per cuocere aglio e peperoncini e mescolando il tutto con movimento energico e rotatorio, cercando di realizzare una salsa a mo' di maionese (emulsione fra la gelatina e l'olio di cottura). Si ottiene così la salsa verde caratteristica del "baccalà al pil-pil".

## Etimologia
"Pil-pil" sarebbe una versione onomatopeica per descrivere il movimento rotatorio necessario alla preparazione in cottura. Secondo altre fonti, il nome "pil-pil" proverrebbe, attraverso la lingua portoghese, dal nome in swahili dei peperoncini piri piri che si utilizzano per la preparazione.